# Deutsche Zeppelin-Reederei (2001)
La Deutsche Zeppelin-Reederei (DZR) è una compagnia aerea tedesca con sede a Friedrichshafen e con sede operativa presso l'Aeroporto di Friedrichshafen.

## Storia
La Deutsche Zeppelin-Reederei viene fondata nel gennaio 2001 come società al 100% posseduta dalla Zeppelin Luftschifftechnik GmbH, costruttrice dei veicoli.
Una società a nome "Deutsche Zeppelin-Reederei" viene fondata nel 1935. La Deutsche Zeppelin-Reederei della Luftschiffbau Zeppelin a direzione statale operava con dirigibili Zeppelin.
Nell'anno fiscale 2006 viene offerto il primo servizio aereo.

## Servizi

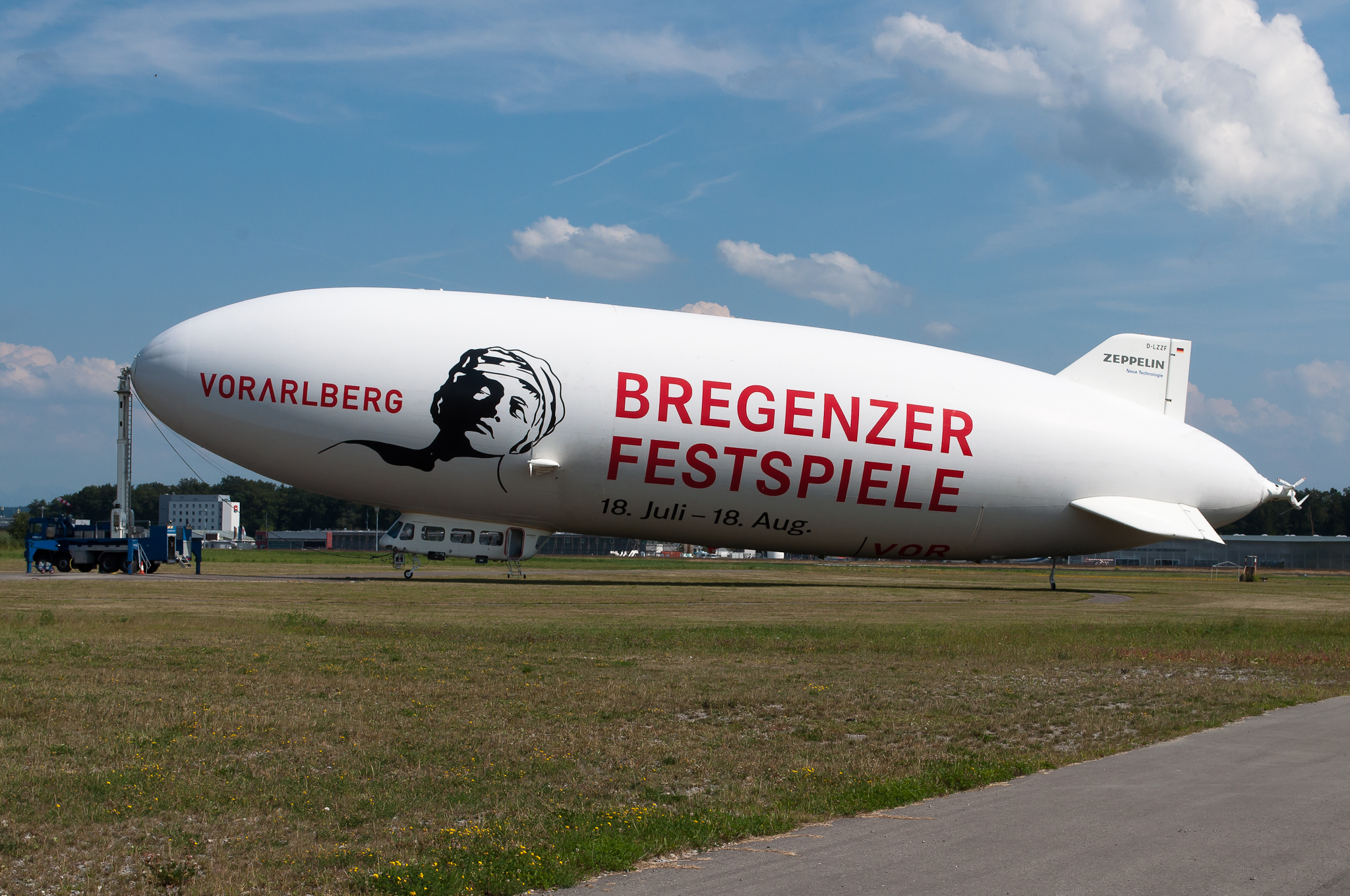
Zeppelin NT della DZR con pubblicità Bregenzer Festspiele

La Deutsche Zeppelin-Reederei offre il primo servizio passeggeri sulla linea Bodensee-Stoccarda e Berlino. Viene reso possibile un servizio di pubblicità sul velivolo data l'enorme superficie disponibile (ca. 2.000 m²) dello Zeppelin NT.
Viene offerto un corso di pilotaggio di 24 mesi.